# Selenodriella fertilis
Selenodriella fertilis är en svampart som först beskrevs av Piroz. & Hodges, och fick sitt nu gällande namn av R.F. Castañeda & W.B. Kendr. 1990. Selenodriella fertilis ingår i släktet Selenodriella, divisionen sporsäcksvampar och riket svampar.   Inga underarter finns listade i Catalogue of Life.